# Коровкино (Липецкая область)
Коровкино — упразднённая деревня в Задонском районе Липецкой области России. На момент упразднения входила в состав Калабинского сельсовета. Исключена из учётных данных в июле 1987 года.

## География
Располагалась вблизи устья безымянного ручья (приток реки Кобылья Снова) на расстоянии примерно (по прямой) в 3,5 км к северо-востоку от села Архангельское.

## История
По данным на 1932 год деревня Оленний верх 3-й входила в состав Архангельского сельсовета Больше-Полянского района Центрально-Чернозёмной области.
С 1933 года — в составе Задонского района.
Упразднена в июле 1987 г.

## Население
По данным на 1932 год в деревне проживало 365 человек.